# Chaiselong
Chaiselong (af fransk: chaise longue; lang stol) er en polstret hvilestol, der er så lang, at den støtter benene. 
Stolen blev udviklet i Frankrig i 1700-tallet og bestod af en lænestol med tilhørende benskammel. I løbet af den nyklassicistiske periode blev de to dele sat sammen til en. I klunketiden fra slutningen af 1800-tallet vandt chaiselongen frem i popularitet.
Hovedenden af en chaiselong er tydeligt højere end benenden.